# Народно-соціалістична (трудова) партія
Народно-соціалістична партія (енеси) — неонародницька партія, була створена в період революції 1905  в Російській імперії.
Виділилася 1906 з правого крила партії есерів. Офіційні органи — журнал «Народно-социалистическое обозрение» (1906—07), газета «Народное слово» (1917-1918).
На 1907 партія налічувала 56 місцевих організацій, в яких перебувало близько 2 000 членів. У переважній більшості це була міська інтелігенція, земські службовці і незначне число селян. Видатними ідеологами енесів були «ліві» легальні народники, які відкидали насильницькі методи боротьби — професора і публіцисти О. В. Пешехонов, В. О. Мякотін, М. Ф. Анненський, В. Г. Богораз, В. І. Семевський, С. Я. Єлпатьєвський, Ф. Д. Крюков.
Програма була розрахована на легальне існування партії. Зокрема, вимагаючи відчуження поміщицької землі, енеси допускали її викуп, виступали за збереження куркульських господарств. Після третьо-червневого перевороту 1907 партія енесів. фактично перестала існувати.
Після Лютневої революції 1917 її організації відродилися. У липні 1917 злилася з трудовиками, фракцією «Трудова група» 1—4-ї Державних дум.
До складу об'єднаного ЦК увійшли колишній голова трудовиків В. І. Дзюбинський, Пешехонов, Мякотін (голова), С. П. Мельгунов, Дем'янович, М. П. Огановський, Петрищев і ін.
Надалі називалася Народно-соціалістична (трудова) партія (або Трудова народно-соціалістична партія).
Підтримувала Тимчасовий уряд. Після Жовтневого перевороту енеси брали участь у боротьбі проти більшовицької диктатури. Партія припинила існування 1918.